# Іларіон Ярошевицький
Іларіон Ярошевицький (нар. ? — пом. 1704) — український учений і поет з Києва. Автор латиномовних рукописних поетик та риторик «Аполлонів кедр» (лат. Cedrus pharetrati Rossiano Orpheo, 1702), «Туліянське дерево» (лат. Arbor Tulliana Jasinsciano, 1703) і твору «Купідон, або Крилатий Амур».